# سفیان بیضاوی
سفیان بیضاوی (انگلیسی: Soufiane Bidaoui؛ زادهٔ ۲۰ آوریل ۱۹۹۰) بازیکن فوتبال اهل مراکش است.
از باشگاه‌هایی که در آن بازی کرده‌است می‌توان به باشگاه فوتبال کروتونه، باشگاه فوتبال اسپتزیا، باشگاه فوتبال لاتینا، باشگاه فوتبال لیرسه، و باشگاه فوتبال پارما اشاره کرد.
وی همچنین در تیم ملی فوتبال زیر ۲۳ سال مراکش بازی کرده‌است.